# Zdzisław Najder
Zdzisław Najder   (Varsòvia, 31 d'octubre de 1930 - Varsòvia, 15 de febrer de 2021)
 va ser historiador de la literatura polonesa, professor universitari, professor a Polònia i a l'estranger, entre d'altres a la Universitat de Colúmbia i la Universitat Yale, activista de l'oposició democràtic contra el règim comunista i director de la secció polonesa de 1982 a 1987 Radio Liberty. Marit de la traductora anglesa Halina Najder.

## Biografia
Zdzisław Najder va néixer en una família amb tradicions d'esquerres. Els seus avis materns eren membres de l'organització de lluita del Partit Socialista Polonès (PPS) a la qual pertanyia llavors Józef Piłsudski.: el seu avi va morir el 1906 en un atac amb bomba. Durant la Segona Guerra Mundial, es va refugiar el 1943 amb la seva mare a Wolbórz, a prop de Piotrków Trybunalski, on residia el seu oncle.
Després de la guerra, va ser estudiant de secundària a Piotrków Trybunalski i després a Varsòvia al liceu Tadeusz-Reytan. Va estudiar a la Universitat de Varsòvia fins al 1954 i es va llicenciar en filosofia i després en literatura polonesa.

### Carrera acadèmica
Del 1952 al 1957 va ser investigador a l'Institut de Recerca Literària de l' Acadèmia Polonesa de Ciències (PAN). El 1957 es va convertir en professor-investigador del departament d’estètica de la Universitat de Varsòvia, però va haver de deixar aquest càrrec el 1959.
Entre 1965 i 1989, va treballar a universitats estrangeres, sobretot a Yale i Columbia. Després del seu retorn a Polònia, va ensenyar especialment a Opole des de 1997 i després de retirar-se el 2003 a l' Escola Superior Europea Józef-Tischner.
Va treballar especialment en les obres de Joseph Conrad. El 1983, la seva biografia, Joseph Conrad: Una crònica, va ser considerada per molts crítics com una de les obres més importants dedicades a l'escriptor.

### Compromisos polítics
Compromès amb l'oposició democràtica polonesa, va fundar el 1975/1976 Polskie Porozumienie Niepodległościowe (Aliança polonesa per la independència). El gener de 1976, signa una carta de protesta a la Dieta de la República Popular de Polònia contra els canvis de la Constitució que fixa el paper principal del PZPR i la inquebrantable aliança amb la Unió Soviètica (Memoriał 101). El setembre de 1980, es va unir al moviment " Solidarność ". Quan es va introduir la llei marcial a Polònia, ell era a Oxford i va decidir no tornar a Polònia. Per recomanació de Jan Nowak-Jeziorański, es va convertir en director editorial polonès de Radio Liberty. Una sentència del tribunal militar de Varsòvia del 28 de maig de 1983 el condemna a mort in absentia per haver espiat en nom dels serveis d'intel·ligència nord-americans a Polònia i l'estranger. La seva condemna pel que fa a la privació dels seus drets cívics i a la confiscació dels seus béns es realitza immediatament. La seva condemna serà anul·lada el 1989. Va romandre al capdavant de la secció polonesa de RFE fins al 1987.
Després de la caiguda del règim comunista el 1989, va tornar a Polònia i va ser assessor de Lech Wałęsa i Jan Olszewski. El 1992, va admetre que el 1958 havia acordat " debatre més "amb l'SB (servei de seguretat), per a enganyar l'SB i amagar el que feien els seus amics (...) i el que feia ell mateix ". Els anys 1958-1963 apareix als registres del Servei de Seguretat com a col·laborador secret amb el nom de codi " Zapalniczka ". Des de 1998, va ser assessor del president del Comité per l'intégration européenne. El novembre de 2016 es va unir a la Unió de Demòcrates Europeus.

### Activitats associatives i socials
Del 1956 al 1983, va ser membre de la Unió dels escriptors (ZLP). El 1957 i el 1958 va participar en les reunions del Klub Krzywego Koła ("Club de cercles torçats"). El 1958 fou membre del PEN Club. Del 1991 al 1993, va presidir l'Atlantic Club i, del 1992 al 1997, l'Institut Cívic. El 30 d'abril de 2009, el ministre de Cultura i Patrimoni el nomena a la Junta del Museu de la Segona Guerra Mundial de Gdańsk (2009-2013). És president del Club Weimar de Varsòvia i membre de la Unió dels escriptors polonesos (des del 1989) i la Polonès Conrad Society.

## Distincions
- Cavaller de la Legió d'Honor (2005)
- Premi Adam-Mickiewicz (2009)
- Medalla Bene Merito (2010)
- Comandant de l'Orde Polònia Restituta (condecoració atorgada pel govern polonès a l'exili)